# 天寧寺 (南通市)
天寧寺（てんねいじ）は、中華人民共和国江蘇省南通市崇川区にある仏教寺院。

## 歴史
天寧寺は、唐の咸通年間（860年 - 874年）の創建で、当時は報恩光孝寺と称した。
北宋の政和年間は寺院を重修した。
明の天順元年（1457年）、英宗により「天寧寺」の額を賜った。
清末に張謇は大殿の東側を学校、すなわち現在の南通中学校に変えた。
2006年5月25日、中華人民共和国国務院は天寧寺を全国重点文物保護単位に認定した。

## 伽藍
山門、天王殿（金剛殿）、大雄之殿（大雄宝殿）、蔵経閣、三聖殿、光孝塔